# Oswald Brinkmann
Oswald Brinkmann (* 17. März 1930 in Barnstorf; † 24. August 2017 in Bremen) war ein deutscher Politiker (SPD) und Hafensenator in Bremen.

## Biografie

### Ausbildung und Beruf
Nach dem Besuch der Volksschule absolvierte Brinkmann eine Lehre zum Technischen Zeichner und Maschinenschlosser. Er arbeitete seit 1951 als Kranführer bei der Bremer Lagerhaus-Gesellschaft AG (BLG) und wurde dort später Betriebsratsvorsitzender.
Brinkmann war verheiratet und er hatte einen Sohn.

### Politik
Brinkmann schloss sich der SPD an, wurde 1963 in die Bremische Bürgerschaft gewählt und war von 1963 bis 1971 Mitglied der Deputation für Häfen, Schifffahrt und Verkehr. Vom 15. Dezember 1971 bis zum 15. Oktober 1987 amtierte er als Senator für Häfen, Schifffahrt und Verkehr der Freien Hansestadt Bremen. Er war Nachfolger von Senator Georg Borttscheller (FDP), ihm folgte Senator Konrad Kunick (SPD) im Amt. Von 1987 bis 1991 war er wieder Mitglied der Bremischen Bürgerschaft.
In Bremen-Arbergen gründete er um 1957 die Kommunalpolitische Vereinigung Arbergen.